# Жилінський Олександр Євгенович
Жилінський Олександр Євгенович (нар.. 1 грудня 1955, Бердянськ — пом. 12 грудня 2020) — радянський і український композитор, актор, співак, Заслужений діяч мистецтв України (1995). Член Національних спілок театральних діячів і композиторів України, член Асоціації діячів естрадного мистецтва.

## Життєпис
У 1977 році закінчив Київський Державний інститут театрального мистецтва ім. І. Карпенка-Карого, а в 1987 році — Київську Державну Консерваторію ім. П. І. Чайковського по класу композиції. Творча діяльність Олександра Жилінського, як композитора, почалася з 1972 року. Займався викладацькою і постановочною роботою в Київському училищі естрадно-циркового мистецтва і в Київському Державному інституті театрального мистецтва ім. І. Карпенка-Карого.
Олександр Жилінський — автор симфонічної та камерної музики, ораторій, мюзиклів, музики до телевізійних і театральних постановок, кінофільмів, а також більше двохсот пісень на вірші відомих поетів, серед яких Юрій Рибчинський, Юрій Мельничук, Андрій Дементьєв, Олексій Кононенко. Пісні Олександра Жилінського виконували Микола Караченцов, Валентина Толкунова, Таїсія Повалій та інші артисти. На пісні Жилінського знято понад 20 відеокліпів. Його пісні в авторському виконанні та у виконанні інших артистів вийшли в світ на аудіокасетах і дисках в Україні, Канаді, Росії, Білорусі, Польщі (1989—2012 р.р.)